# Cleethorpes
Cleethorpes este un oraș în comitatul Lincolnshire, regiunea Yorkshire and the Humber, Anglia. Orașul se află în districtul unitar North East Lincolnshire.